# Giải vì Tự do
Giải thưởng Vì Tự do (tiếng Anh: Prize For Freedom) là một giải thưởng của Liên đoàn Quốc tế Tự do (Liberal International) được trao hàng năm cho một cá nhân có đóng góp xuất sắc cho nhân quyền và tự do chính trị. Giải này được lập từ năm 1985.

## Các người đoạt giải
- 1985 - Raúl Alfonsín
- 1986 - Sheena Duncan
- 1987 - Corazon Aquino
- 1988 - Hans-Dietrich Genscher
- 1989 - Benazir Bhutto
- 1990 - Vaclav Havel
- 1991 - Gitobu Imanyara và Domingo Laino
- 1992 - María Elena Cruz Varela
- 1993 - Mary Robinson
- 1994 - Ogata Sadako
- 1995 - Aung San Suu Kyi
- 1996 - Martin Lee
- 1997 - Olusegun Obasanjo
- 1998 - Khalida Messaoudi
- 1999 - Lennart Meri
- 2000 - Asma Jahangir
- 2001 - Trần Thủy Biển
- 2002 - Helen Suzman
- 2003 - Abdoulaye Wade
- 2004 - Grigory Yavlinsky
- 2005 - Antonino Zichichi
- 2006 - Sam Rainsy
- 2007 - Alaksandar Milinkievič
- 2008 - Padraig O’Malley
- 2009 - Eric Avebury
- 2010 - Shirin Ebadi
- 2011 - Chee Soon Juan
- 2012 - Colin Eglin
- 2013 - Dick Marty